# جوليا بليك
جوليا بليك (بالإنجليزية: Julia Blake)‏ هي ممثلة بريطانية، ولدت في 13 مارس 1937 بلندن في المملكة المتحدة.

## أعمال

### مسلسلات
- الرياح العاتية

## وصلات خارجية
- جوليا بليك على موقع IMDb (الإنجليزية)
- جوليا بليك على موقع قاعدة بيانات الفيلم (الإنجليزية)